# Ağbaşlar
Ağbaşlar är en ort i Azerbajdzjan.   Den ligger i distriktet Tovuz Rayonu, i den västra delen av landet, 400 kilometer väster om huvudstaden Baku. Ağbaşlar ligger 1 066 meter över havet och antalet invånare är 951.
Terrängen runt Ağbaşlar är huvudsakligen lite bergig. Ağbaşlar ligger nere i en dal som går i nord-sydlig riktning. Närmaste större samhälle är Inekbogan, 10,2 kilometer söder om Ağbaşlar. 
Trakten runt Ağbaşlar består i huvudsak av gräsmarker. Runt Ağbaşlar är det ganska tätbefolkat, med 70 invånare per kvadratkilometer.